# Grupo Ultra
Grupo Ultra é uma companhia brasileira com atuação em energia, infraestrutura logística e mobilidade, por meio da Ultragaz, Ultracargo, Hidrovias do Brasil, Ipiranga, AmPm, KMV e ICONIC. Todas são subsidiárias integralmente controladas da holding Ultrapar. A companhia tem suas ações negociadas sob o nome Ultrapar nas bolsas de valores de São Paulo (B3) e de Nova York (NYSE).
O Grupo Ultra é um dos 10 maiores grupos empresariais do Brasil, com receita líquida de R$ 147 bilhões em 2022, segundo demonstrações financeiras do Grupo. No mundo, a companhia está entre as 500 maiores, segundo ranking elaborado pela revista Fortune em 2019 e no Brasil, está em as 10 maiores empresas do país segundo o ranking Valor 1000.

## História
A Ultrapar Participações S.A. (Ultra) originou-se da Empresa Brasileira de Gás a Domicílio, primeira empresa brasileira a engarrafar e distribuir gás de cozinha, fundada por Ernesto Igel em 1937. A empresa começou a operar com uma frota de três caminhões e 166 clientes, mas logo se expandiu e deu origem à Ultragaz.
Constituída em dezembro de 1953, estendeu suas operações por meio do crescimento da Ultragaz e da criação de novas empresas. Outros dois negócios resultantes desse processo de expansão da área de atuação do Ultra fazem parte da história da companhia: a Oxiteno, empresa pioneira na produção de óxido de eteno e derivados no Brasil, criada em 1970; e a Ultracargo, nascida da união das atividades de duas empresas – a Transultra, de transporte rodoviário e armazenagem de produtos químicos e petroquímicos, criada em 1966, e o terminal químico Tequimar, no porto de Aratu (BA), que incorporou a área de armazenagem aos serviços de logística em 1978.
O Ultra atuou no passado também nos segmentos de produção de fertilizantes, por meio da Ultrafértil; varejo de eletrodomésticos, por meio da Ultralar; na engenharia industrial, por meio da Ultratec; e na produção e distribuição de alimentos congelados, por meio da Ultragel. Contudo, deixou esses setores ainda na década de 1970 para se concentrar em atividades em que a companhia enxergava demanda crescente e oportunidade de liderança.

### 1999 a 2010
Em outubro de 1999, o Ultra abriu seu capital e passou a ter suas ações negociadas simultaneamente nas bolsas de valores de São Paulo e Nova York. Foi, na ocasião, a primeira empresa brasileira a abrir seu capital diretamente em Nova York. Essa iniciativa proporcionou uma maior capacidade de investimento para a companhia, que passou a dispor da alternativa de utilizar suas ações como moeda para aquisição de outras empresas. Capitalizado, o Ultra iniciou um processo de expansão de suas atividades na década seguinte.
Quatro anos depois, em agosto de 2003, adquiriu a  Shell Gas, empresa de distribuição de GLP (gás de botijão) da Shell no Brasil, o que tornou a Ultragaz líder no mercado nacional de GLP. Em outubro do mesmo ano, a companhia iniciou suas operações no mercado internacional através da aquisição da Canamex, divisão química do grupo mexicano Berci, por meio da Oxiteno.
Em 2005, iniciaram-se as operações da Ultracargo no terminal intermodal do Porto de Santos, aumentando a representatividade da Ultracargo na logística brasileira.
Dois anos depois, em 2007, o Ultra adquiriu a rede de distribuição de combustíveis da Ipiranga nas regiões Sul e Sudeste do Brasil, bem como a marca Ipiranga. Tornou-se então a segunda maior companhia de distribuição de combustíveis líquidos do Brasil, detendo participação de 15% do mercado.
O Ultra adquiriu a União Terminais, até então pertencente a União das Indústrias Petroquímicas (Unipar), em 2007, e tornou a Ultracargo a maior operadora de armazenagem de granéis líquidos do Brasil, detentora de 30% da capacidade brasileira.
No ano seguinte, concluiu a compra da operação de distribuição de combustíveis da Texaco Brasil, ampliando a participação de mercado da Ipiranga em seu setor para 23% do mercado nacional de combustíveis.

### 2010 a 2020
O Ultra aderiu ao Novo Mercado da BM&FBovespa (atual B3) em agosto de 2010, passando a ter suas ações listadas no segmento da bolsa dedicado às companhias com padrões de governança mais altos.
No ano seguinte, a Ipiranga, em parceria com a Odebrecht Transport, criou a ConectCar, empresa que atua no segmento de pagamento eletrônico de pedágios, estacionamentos e combustíveis.
Em outubro de 2013, o Ultra se associou à Extrafarma, à época a oitava maior rede de farmácias do país, de origem paraense e com presença em outros estados do Norte e do Nordeste. Com a associação o Ultra incorporou 186 lojas no Pará, Amapá, Maranhão, Ceará e Piauí. O pagamento foi realizado em ações aos donos da Extrafarma, a família Lazera, que passou a deter 2,9% do Ultra.
No mês de junho de 2016 o grupo Ultra fechou a compra da empresa distribuidora de combustíveis AleSat por 2,17 bilhões de reais. Com a aquisição o Grupo Ultra se consolida como a segunda maior empresa de distribuição de combustíveis do Brasil com uma participação de 30% no mercado e perdendo apenas para a BR Distribuidora. No entanto, a operação foi vetada pelo CADE em setembro de 2017.
Em março de 2020, o Grupo Ultra lançou sua nova marca durante evento com acionistas, investidores e analistas financeiros. Segundo a empresa, o lançamento da nova marca é reflexo do posicionamento de uma empresa que olha para o futuro, tendo como base um legado de 86 anos de história, presente no mercado brasileiro e em mais de oito países.
O Grupo Ultra também faz parte do Índice de Carbono Eficiente da B3 (ICO2 B3), que foi criado em 2010 com o propósito de induzir discussões sobre a mudança do clima no Brasil, por meio da adesão de companhias que estejam comprometidas com a transparência das suas emissões. A companhia ainda foi destaque no Carbon Disclosure Project (CDP), obtendo nota B na dimensão Mudanças Climáticas, superando a média regional da América do Sul e do setor de óleo e gás, classificados com D.
Ainda em 2020, ocorreu o lançamento da nova versão do abastece aí, o aplicativo que desde 2016 oferece descontos na compra de combustíveis e outros produtos e serviços nos postos Ipiranga, unidades Jet Oil e lojas AmPm, passando a ter novas funcionalidades e a atuar como uma plataforma completa de serviços, incluindo contas de pagamentos digitais para cada cliente, além de descontos e cashback em uma rede crescente de parceiros varejistas. Com esse movimento, o abastece aí e o Programa Km de Vantagens passaram a formar uma nova empresa independente e não como parte de Ipiranga.

### 2021 a atualmente
Em maio de 2021, o Grupo Pague Menos fez uma oferta pela Extrafarma por R$ 700 milhões. E em agosto de 2021, o grupo vendeu a Oxiteno que atuava na produção de especialidades químicas para o grupo tailandês Indorama Ventures.
Em abril e agosto de 2022, foram concluídas as vendas da Oxiteno e da Extrafarma, respectivamente, fortalecendo a posição do Grupo e sua capacidade de investimento nos setores de energia e infraestrutura, além de reforçar sua solidez financeira.
Também em 2022, a Ultragaz concluiu as aquisições da Stella Energia e da NEOgás, que marcam a sua entrada nos segmentos de energia elétrica renovável e de distribuição de gás natural comprimido, respectivamente.
Já em abril de 2023, a Ultracargo adquiriu 50% de participação na Opla Logística Avançada, detida pela Copersucar. A Opla é o maior terminal independente de etanol no Brasil e marca a entrada da Ultracargo no segmento de armazenagem e logística de granéis líquidos de interior, integrado a terminais portuários, em consistência com seu plano de crescimento. O processo de aquisição foi concluído em julho do mesmo ano.
Em agosto de 2023, o CADE aprovou o consórcio entre Ultragaz e Supergasbras (SHV) para compartilhamento operacional de parte de suas estruturas de produção de GLP, o gás de cozinha, proporcionando a clientes e revendedores maior segurança de abastecimento e níveis de serviço nas regiões atendidas, sem qualquer mudança na operação comercial das companhias.
Em março de 2024, adquiriu participação na Hidrovias do Brasil pertencente à Pátria Investimentos e Sommerville Investments. A negociação foi concluída no mês de agosto.

## Posição no mercado
Segundo o Sindigás, sindicato que reúne distribuidoras do produto, a Ultragaz é líder de mercado na distribuição de gás LP com 23,25% do mercado nacional em 2019.
A Ipiranga é a segunda maior distribuidora de combustíveis do Brasil, com mais de 6.500 postos em todo o território nacional.
A Ultracargo é líder no setor de terminais independentes de armazenagem de graneis líquidos no Brasil, presente nos principais portos do país com terminais modernos para armazenagem e movimentação de diferentes produtos. Os seis terminais contam com capacidade de armazenagem estática de 955 mil m³.

## Financiamento da tortura
O Grupo Ultra foi um dos principais financiadores do projeto do general José Canavarro Pereira que criou, em 1969, a Operação Bandeirante (Oban) para coordenar, sob comando do Centro de Informações do Exército (CIE), as forças de repressão política durante a Ditadura Militar e que se tornou principal centro de torturas e assassinatos da ditadura no Estado de São Paulo. A Oban foi o modelo para a criação dos DOI-Codi.
Pery Igel, filho do fundador e então dono do grupo, foi um dos mais destacados financiadores da Oban. Foi, ainda, fundador da Produtos Alimentícios Supergel S.A, outra financiadora da tortura. Em reconhecimento pela sua contribuição financeira à tortura, Igel foi um dos homenageados pelo chefe do Estado-Maior do II Exército, general Ernani Ayrosa, em 9 de dezembro de 1970.
Outro homenageado na ocasião foi o presidente do Grupo Ultra, Henning Boilesen. Apesar de não ser quem dava os maiores aportes financeiros para a Oban, Boilesen tinha um importante papel de articulador entre os empresários, abordando-os para que se juntassem a esse financiamento. O presidente do Grupo Ultra participava pessoalmente das sessões de tortura, chegando a importar dos Estados Unidos um instrumento de tortura, que ficou conhecido como “pianola Boilesen”. O executivo foi um ativo militante do IPES, tendo participação ativa no Golpe de Estado que derrubou João Goulart em 1964. Também cumpria missões extra-oficiais para a ditadura militar brasileira, como a ida a Oslo para pressionar o comitê do Instituto Nobel a votar contra Dom Helder Câmara, arcebispo de Olinda e Recife, para o Prêmio Nobel da Paz.
Além de dinheiro, a Ultragás emprestava caminhões e a Supergel fornecia refeições congeladas para o centro de torturas.